# Federació Internacional de Corfbol
La Federació Internacional de Corfbol (International Korfball Federation, IKF) es va fundar a Anvers (Bèlgica) l'11 de juny de 1933 com a continuació de la International Korfball Bureau establerta el 1924 per les associacions holandesa i belga. La seu és a Zeist (Països Baixos). Aplega 63 federacions internacionals.
La IKF va ser reconeguda oficialment pel Comitè olímpic Internacional (COI) l'any 1993 i s'afilià a l'antiga Associació General de Federacions d'Esports Internacionals (General Association of International Sports Federations, GAISF) -actualment Sportaccord-, la Association of the IOC Recognized International Sports Federations (ARISF) i la International World Games Association (IWGA).
La IKF aspira a estendre el corfbol al voltant del globus. Dona suport financer, material, i estructural als països afiliats per aconseguir aquest objectiu. Ha establert una xarxa de contactes a molts països i promou activament el joc transferint coneixement internacionalment mitjançant programes d'intercanvi i convidant als jugadors de corfbol seleccionats, entrenadors i administradors als seus cursos d'aprenentatge.
L'any 2011 es va decidir fer una reestructuració general basant-se en federacions continentals per afavorir el desenvolupament d'aquest esport arreu del món, creant l'IKF Àfrica, IKF Amèrica, IKF Àsia, IKF Europa i IKF Oceania. Això va suposar la supressió de l'única federació regional descentralitzada existent, la d'Àsia-Oceania, per fer-ne dues de noves.
La IKF també publica un llistat en el que es classifica a les seleccions internacionals de corfbol atenent els resultats aconseguits durant l'any.

## Països membres de la IKF

### Àfrica
| País       | Membre                                   | Any admissió | Selecció   | Web          |
| ---------- | ---------------------------------------- | ------------ | ---------- | ------------ |
| Botswana   | Korfball Association Botswana (KAB)      | 2008         | Botswana   | -            |
| Ghana      | Ghana Korfball Federation (GKF)          | 2014         | Ghana      | -            |
| Malawi     | Malawi Korfball Association (MKA)        | 2006         | Malawi     | -            |
| Sud-àfrica | South African Korfball Federation (SAKF) | 1993         | Sud-àfrica | web (anglès) |
| Zàmbia     | Korfball Federation of Zambia (KFZ)      | 2011         | Zàmbia     | -            |
| Zimbabwe   | Zimbabwe Korfball Federation (ZKF)       | 2005         | Zimbabwe   | -            |

### Amèrica
| País                 | Membre                                   | Any admissió | Selecció             | Web                                                   |
| -------------------- | ---------------------------------------- | ------------ | -------------------- | ----------------------------------------------------- |
| Argentina            | Comité Argentino de Korfball             | 2007         | Argentina            | web Arxivat 2008-09-13 a Wayback Machine. (castellà)  |
| Aruba                | Korfball Bond Aruba (KBA)                | 1982         | Aruba                | -                                                     |
| Bonaire              | Bonairiaanse Korfbalbond (BKB)           | 1987         | Bonaire              | -                                                     |
| Brasil               | Korfball Federation of Brazil (KFB)      | 2003         | Brasil               | web Arxivat 2009-04-30 a Wayback Machine. (portuguès) |
| Canadà               | Manitoba Korfball Association (MKA)      | -            | Canadà               | -                                                     |
| Costa Rica           | Costa Rica Korfball Association          | 2014         | Costa Rica           | -                                                     |
| Curaçao              | Curacaose Korfbalbond (CKB)              | 1986         | Curaçao              | -                                                     |
| Estats Units         | United States Korfball Federation (USKF) | 1978         | Estats Units         | web (anglès)                                          |
| República Dominicana | Asociación Dominicana de Korfball        | 2007         | República Dominicana | -                                                     |
| Surinam              | Surinaamse Korfbalbond (SKB)             | 1971         | Surinam              | -                                                     |

### Àsia
| País          | Membre                                             | Any admissió | Selecció      | Web                                               |
| ------------- | -------------------------------------------------- | ------------ | ------------- | ------------------------------------------------- |
| Corea del Sud | Korea Korfball Federation (KKF)                    | 2006         | Corea del Sud | -                                                 |
| Hong Kong     | Hong Kong China Korfball Association (HKCKA)       | 1988         | Hong Kong     | web (xinès)                                       |
| Índia         | Korfball Federation of India (KFI)                 | 1980         | Índia         | -                                                 |
| Indonèsia     | Persatuan Korfball Seluruh Indonesia (PKSI)        | 1984         | Indonèsia     | -                                                 |
| Japó          | Japan Korfball Association (JKA)                   | 1990         | Japó          | -                                                 |
| Macau         | Macau Korfball Association (MKA)                   | 2000         | Macau         | -                                                 |
| Malàisia      | Malaysian Korfball Association (MKA)               | 2007         | Malàisia      | -                                                 |
| Mongòlia      | Mongolian Korfball Federation                      | 2010         | Mongòlia      | -                                                 |
| Nepal         | Korfball Federation of Nepal                       | 2009         | Nepal         | -                                                 |
| Pakistan      | Pakistan Korfball Federation                       | 2008         | Pakistan      | -                                                 |
| Singapur      | Republic of Singapore Korfball Association (ROSKA) | 1989         | Singapur      | -                                                 |
| Taipei        | Chinese Taipei Korfball Association (CTKA)         | 1985         | Taipei        | web Arxivat 2006-05-29 a Wayback Machine. (xinès) |
| Xina          | Korfball Promotion Committee of China (KCCP)       | 2006         | Xina          | -                                                 |

### Europa
| País                 | Membre                                               | Any admissió | Selecció             | Web                                                   |
| -------------------- | ---------------------------------------------------- | ------------ | -------------------- | ----------------------------------------------------- |
| Alemanya             | Deutscher Turner Bund e.V (DTB)                      | 1964         | Alemanya             | web (alemany)                                         |
| Anglaterra           | English Korfball Association (EKA)                   | 1946         | Anglaterra           | web (anglès)                                          |
| Armènia              | Korfball Federation of Armenia (KFA)                 | 1990         | Armènia              | web Arxivat 2006-02-22 a Wayback Machine. (anglès)    |
| Bèlgica              | Koninklijke Belgische Korfbalbond (KBKB)             | 1933         | Bèlgica              | web (alemany)                                         |
| Belarús              | Belarus Korfball Federation (BKF)                    | 2009         | Belarús              | web Arxivat 2018-02-16 a Wayback Machine.             |
| Bòsnia i Hercegovina | Korfball Federation of Bosnia and Herzegovina (KFBH) | 2001         | Bòsnia i Hercegovina | -                                                     |
| Bulgària             | Bulgarian Federation Korfball and Intercrosse        | 2005         | Bulgària             | -                                                     |
| Catalunya            | Federació Catalana de Korfbal (FCK)                  | 2005         | Catalunya            | web                                                   |
| Croàcia              | Croatian Korfball Federation                         | 2008         | Croàcia              | -                                                     |
| Dinamarca            | Danish Korfball Committee                            | -            | Dinamarca            | web Arxivat 2009-08-15 a Wayback Machine. (danès)     |
| Escòcia              | Scottish Korfball Federation (SKF)                   | 2006         | Escòcia              | web (anglès)                                          |
| Eslovàquia           | Slovak Korfball Association (SAK)                    | 1994         | Eslovàquia           | -                                                     |
| Finlàndia            | Finnish Korfball Committee (FKC)                     | 1992         | Finlàndia            | -                                                     |
| França               | UFOLEP National Korfball Committee                   | -            | França               | -                                                     |
| Gal·les              | Welsh Korfball Association (WKA)                     | 2006         | Gal·les              | web (anglès)                                          |
| Geòrgia              | Georgian Korfball Federation                         | 2003         | Geòrgia              | -                                                     |
| Grècia               | Hellenic Korfball & Ball-Sports Federation (HKBSF)   | 2003         | Grècia               | web Arxivat 2007-06-24 a Wayback Machine. (anglès)    |
| Hongria              | Hungarian Korfball Association (HKA)                 | 1991         | Hongria              | web Arxivat 2009-02-19 a Wayback Machine. (hongarès)  |
| Irlanda              | Irish Korfball Association (IKA)                     | 2007         | Irlanda              | -                                                     |
| Itàlia               | Federazione Italiana Korfball (FIK)                  | 2003         | Itàlia               | web Arxivat 2010-07-18 a Wayback Machine. (italià)    |
| Luxemburg            | Federation Luxembourgeoise du Korfball (FLKB)        | 1976         | Luxemburg            | web Arxivat 2007-11-11 a Wayback Machine. (anglès)    |
| Països Baixos        | Koninklijk Nederlands Korfbalverbond (KNKV)          | 1933         | Països Baixos        | web (neerlandès)                                      |
| Polònia              | Polish Federation of Korfball (PFK)                  | 1988         | Polònia              | web Arxivat 2007-11-01 a Wayback Machine. (anglès)    |
| Portugal             | Federacao Portuguesa de Corfebol (FPC)               | 1987         | Portugal             | web Arxivat 2021-01-18 a Wayback Machine. (portuguès) |
| República Txeca      | Czech Korfball Association (CKA)                     | 1989         | República Txeca      | web (anglès)                                          |
| Romania              | Romanian Korfball Association (RKA)                  | 2003         | Romania              | -                                                     |
| Rússia               | Orel Korfball Federation (OKF)                       | 1997         | Rússia               | web (rus)                                             |
| Sèrbia               | Korfball Federation of Serbia                        | 2005         | Sèrbia               | -                                                     |
| Suècia               | Swedish Korfball Committee (SKC)                     | 2002         | Suècia               | web Arxivat 2009-07-15 a Wayback Machine. (anglès)    |
| Turquia              | Turkish Korfball Committee (TKC)                     | 1997         | Turquia              | -                                                     |
| Xipre                | Cyprus Korfball Federation (CKF)                     | 1995         | Xipre                | -                                                     |

### Oceania
| País              | Membre                                       | Any admissió | Selecció          | Web                                                |
| ----------------- | -------------------------------------------- | ------------ | ----------------- | -------------------------------------------------- |
| Austràlia         | Korfball Australia (KA)                      | 1978         | Austràlia         | web Arxivat 2005-07-17 a Wayback Machine. (anglès) |
| Nova Zelanda      | Korfball New Zealand (KNZI)                  | 1998         | Nova Zelanda      | web Arxivat 2007-12-23 a Wayback Machine. (anglès) |
| Papua Nova Guinea | Papua New Guinea Korfball Federation (PNGKF) | 1973         | Papua Nova Guinea | -                                                  |

### Possibles nous membres
- Costa Rica[12]
- Sri Lanka[13]